# Lo Vial (estación)
Lo Vial es una estación ferroviaria que forma parte de la Línea 2 del Metro de Santiago de Chile. Se encuentra subterránea entre las estaciones San Miguel y Departamental bajo la Gran Avenida a la altura del Paradero 10, en la comuna de San Miguel.

## Entorno y características
Ubicado en un barrio residencial que está resurgiendo con la construcción de edificios de altura, tiene poco movimiento. En sus alrededores se ubican locales de diferentes índoles: su salida oriente da a un liceo escolar y su salida occidente a un conjunto de departamentos y locales de diferentes tipos (cafés, pubs, bancos). La estación posee una afluencia diaria promedio de 9544 pasajeros.

### Accesos
| Acceso | Intersección                         |
| ------ | ------------------------------------ |
| A      | Gran Avenida con Ureta Cox           |
| B      | Gran Avenida con Ventura Blanco Viel |

## Origen etimológico
Sobre el nombre de esta estación hay que tener en cuenta el proceso de urbanización de esta zona a principios del siglo XX (más exactamente entre 1905 y 1910), en la que se lotean partes del antiguo fundo de Ramón Vial, cuyo terreno era conocido como «Lo Vial». Durante un tiempo se emplazó en la zona la ex Población San Ramón, una pequeña parte del otrora fundo.
Dado que gran parte de la comuna (y lo que antes era San Miguel que pasó a ser San Joaquín y Pedro Aguirre Cerda) fue territorio del fundo de la familia Vial, muchas calles conservan el nombre de sus integrantes y amigos, como Teresa Vial, Blanco Viel, etc.
Su primer símbolo fue la conjunción de las letras L y V dentro de un rombo de color negro.

## Galería

Antiguo símbolo con que se identificó a la estación.
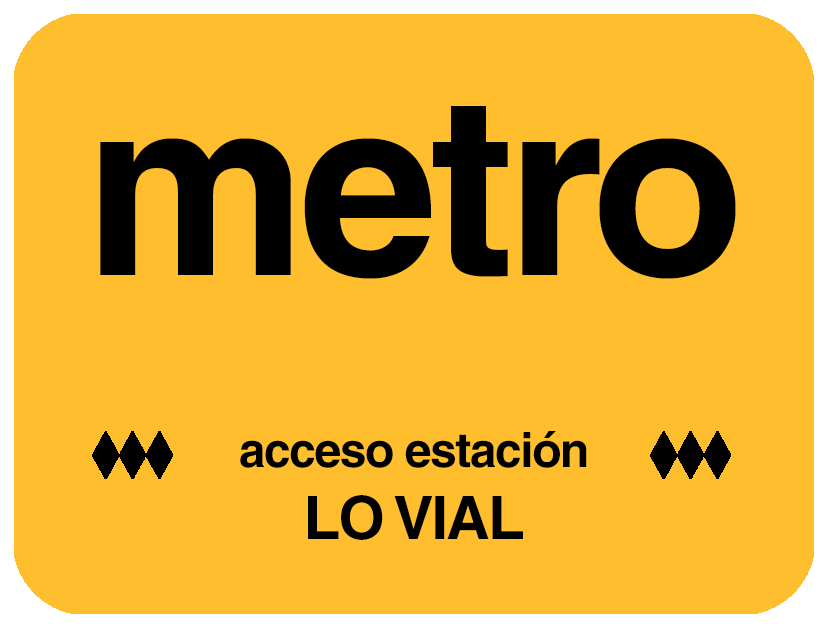
Letrero utilizado en los accesos a la estación hasta 1997.
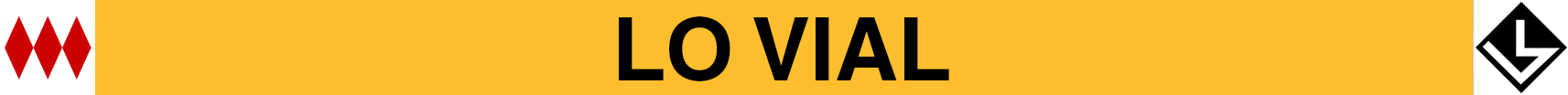
Cenefa antigua utilizada en los andenes.
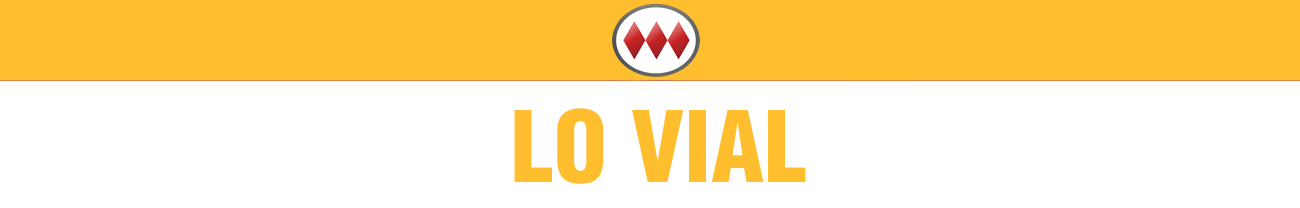
Cenefa utilizada actualmente en los andenes.

## Conexión con Red Metropolitana de Movilidad
La estación posee 2 paraderos de la Red Metropolitana de Movilidad en sus alrededores, los cuales corresponden a:
| Paradero/ Código                            | Recorridos |
| ------------------------------------------- | --- |
| Parada 3 / Paradero 10 Gran Avenida (PH792) | 201 (San Bernardo) - 214 (Santa Olga) - 223 (Lo Espejo) - 226 (Nonato Coo) - 229 (La Pintana) - 271 (San Bernardo) - 301 (Angelmó) - H02 (Metro Lo Vial) - H05 (Población Dávila) - H14 (Mall Florida Center) |
| Parada / Metro Lo Vial (PH448)              | H02 (Población Dávila) - H05 (Población Dávila) |